# Vierer-Club
Als Vierer-Club wird eine frühere Kooperation von vier europäischen Nutzfahrzeugherstellern zur gemeinsamen Entwicklung eines leichten bis mittelschweren Lastkraftwagens bezeichnet. Der Vierer-Club war ein Meilenstein in der Internationalisierung der europäischen Nutzfahrzeugmärkte.

## Anfänge
Die vier Lkw-Hersteller
- DAF, Niederlande
- Magirus-Deutz, Bundesrepublik Deutschland,
- Saviem, Frankreich
- Volvo, Schweden

standen zu Beginn der 1970er Jahre vor der gleichen Aufgabe: Sie benötigten für den Bau von leichten bis mittelschweren Lastkraftwagen ein neues Fahrerhaus samt der dazugehörigen Technik (Fahrwerk, Bremsen etc.). Die genannten Unternehmen fanden im November 1971 zusammen, um die Konstruktion gemeinsam durchzuführen. Dazu wurde ein Kooperationsvertrag geschlossen und die „European Truck Development Corporation“ (ETD) im niederländischen Eindhoven und im französischen Noisy-le-Roi gegründet. Anfangs war auch MAN mit von der Partie; das Unternehmen sprang jedoch frühzeitig ab und arbeitete stattdessen etwas später mit VW zusammen.
Die von den verbliebenen vier Partnern gemeinsam entwickelten Fahrzeuge mit kippbarem Frontlenker-Fahrerhaus kamen auf den Markt, nachdem sie 1975 auf dem Brüsseler Autosalon der Öffentlichkeit vorgestellt worden waren. Jedes Unternehmen achtete auf eine eigene Frontgestaltung unterhalb der Windschutzscheibe und verwendete eigene Motoren. Magirus-Deutz verwendete luftgekühlte, die anderen wassergekühlte. Die Vorderachsen kamen für alle beteiligten Hersteller von Saviem, die Fahrerkabinen für Volvo, DAF und Magirus-Deutz wurden bei Magirus-Deutz gefertigt. In den 1970er Jahren bedeutete die Zusammenarbeit im Vierer-Club eine große Herausforderung für die Beteiligten, da die Europäische Union noch nicht die Rahmenbedingungen heutiger wirtschaftlicher Zusammenarbeit bot. Gleichzeitig stellt der Vierer-Club dadurch einen Meilenstein in der Internationalisierung der europäischen Nutzfahrzeugmärkte dar.
Die äußere Gestaltung des Vierer-Club-Fahrerhauses war entscheidend von der Design-Abteilung von Saviem mitgeprägt worden, was zu einer großen Ähnlichkeit der Vierer-Club-Fahrzeuge mit den größeren Lkw-Modellen von Saviem führte. Da Saviem im Bereich der mittelschweren bis schweren Lkw zeitgleich mit MAN zusammenarbeitete ergab sich so auch eine starke Ähnlichkeit der Vierer-Club-Fahrzeuge zur großen MAN-Baureihe der damaligen Zeit, siehe MAN Nutzfahrzeuge#F 7, F 8 und F 9 Frontlenker. In Deutschland war die Marke Saviem bis Ende der 1970er Jahre nicht vertreten, und so entstand auf dem bundesdeutschen Markt die etwas kuriose Situation, dass diese Kabine nur aus dem Angebot von MAN bekannt war, die im Design sehr ähnlichen Vierer-Club-Kabinen dagegen bei der Konkurrenz erschienen.
1979 gewann der Volvo F7 aus dem Vierer-Club die Auszeichnung „Truck of the Year“, 1983 gelang dies der Vierer-Club-Baureihe Renault G260/290.

## Weitere Entwicklung

### Bei DAF

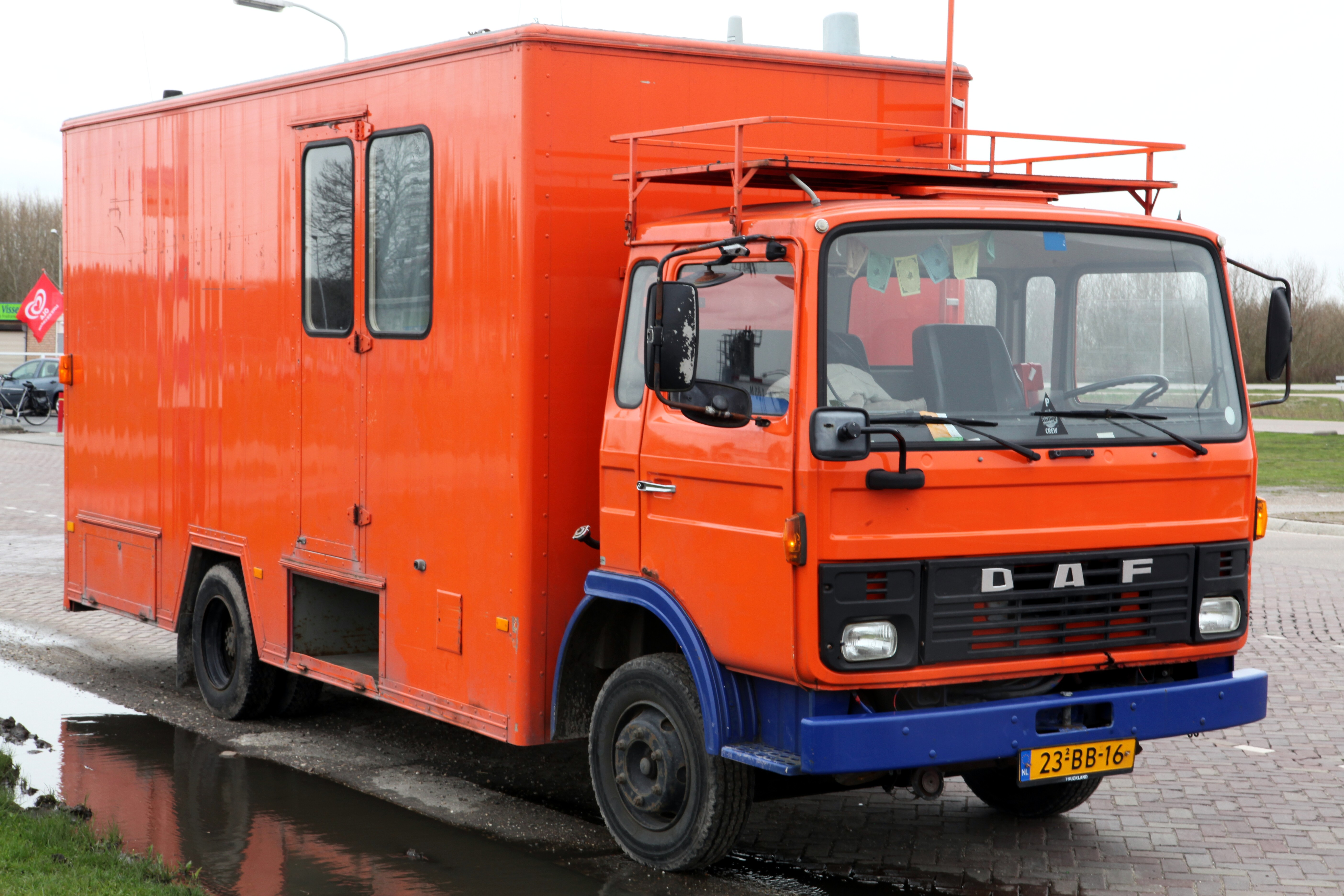
DAF 900
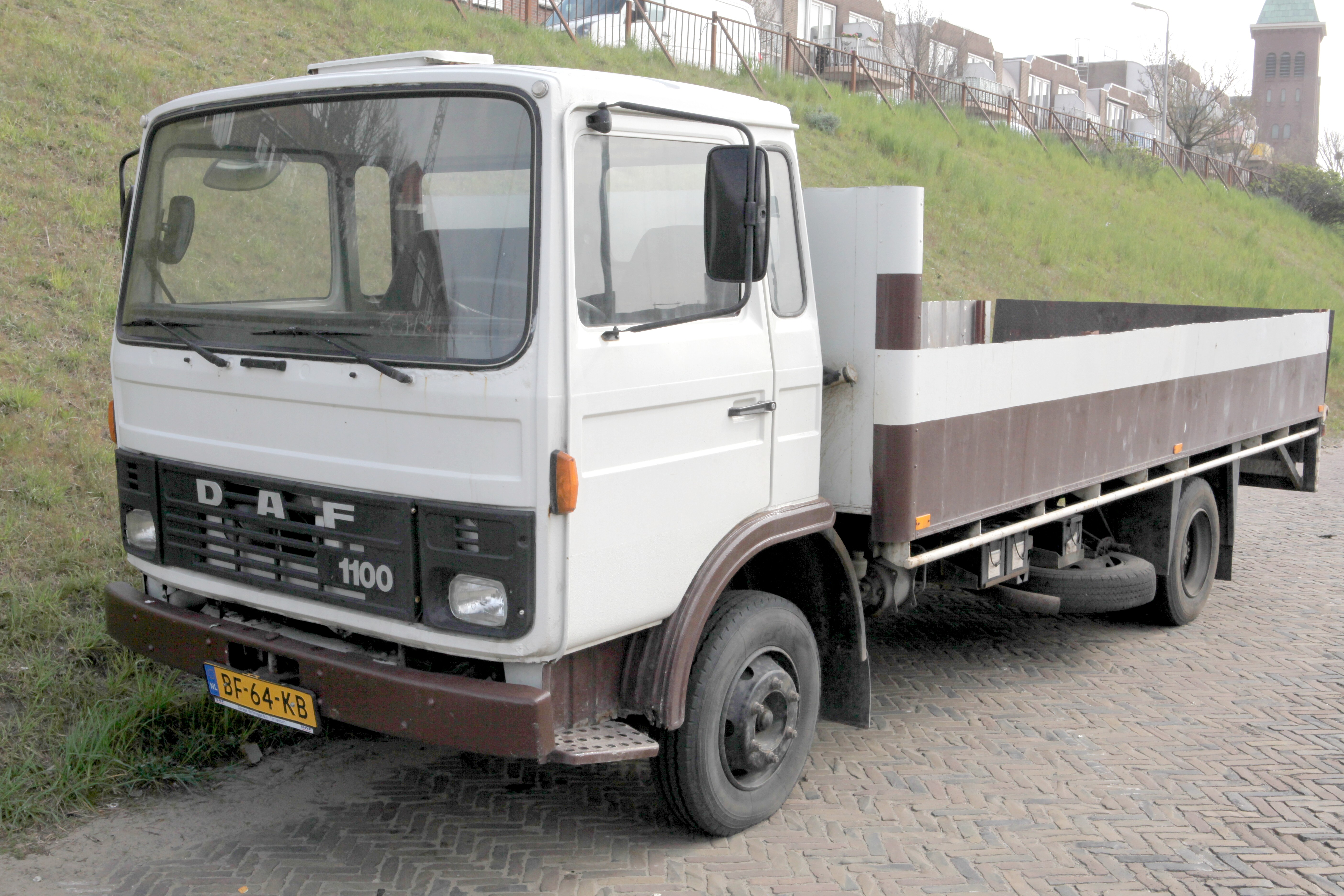
DAF 1100
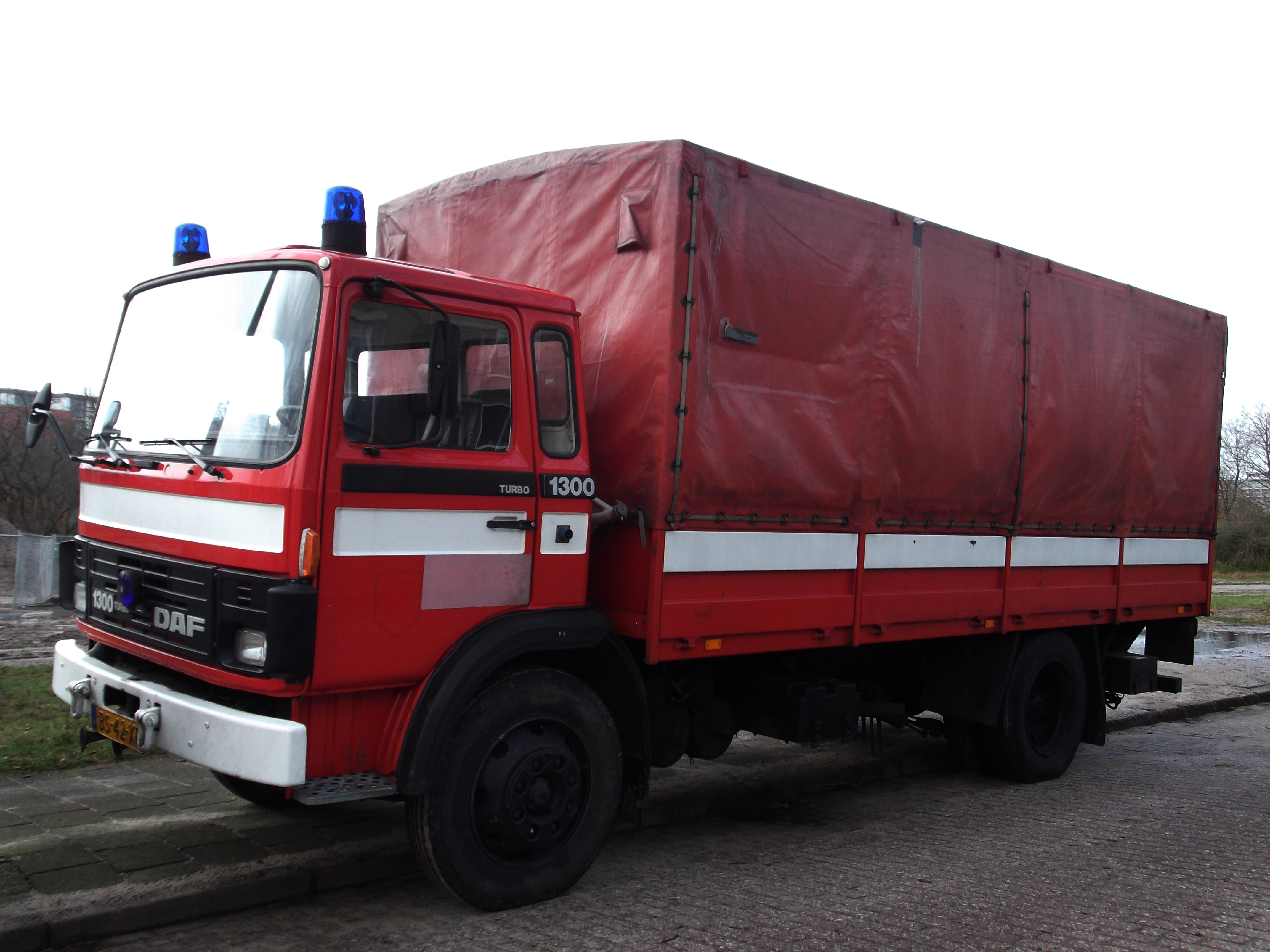
DAF 1300

DAF stieg als erster der beteiligten Hersteller aus der Produktion der Vierer-Club-Modelle aus: Nachdem DAF in den Jahren 1986/87 den britischen Hersteller Leyland übernommen hatte, wurden die Vierer-Club-Fahrzeuge bei DAF durch neue Modelle ersetzt, die vom Leyland-Typ T45 abgeleitet waren.

### Bei Magirus-Deutz

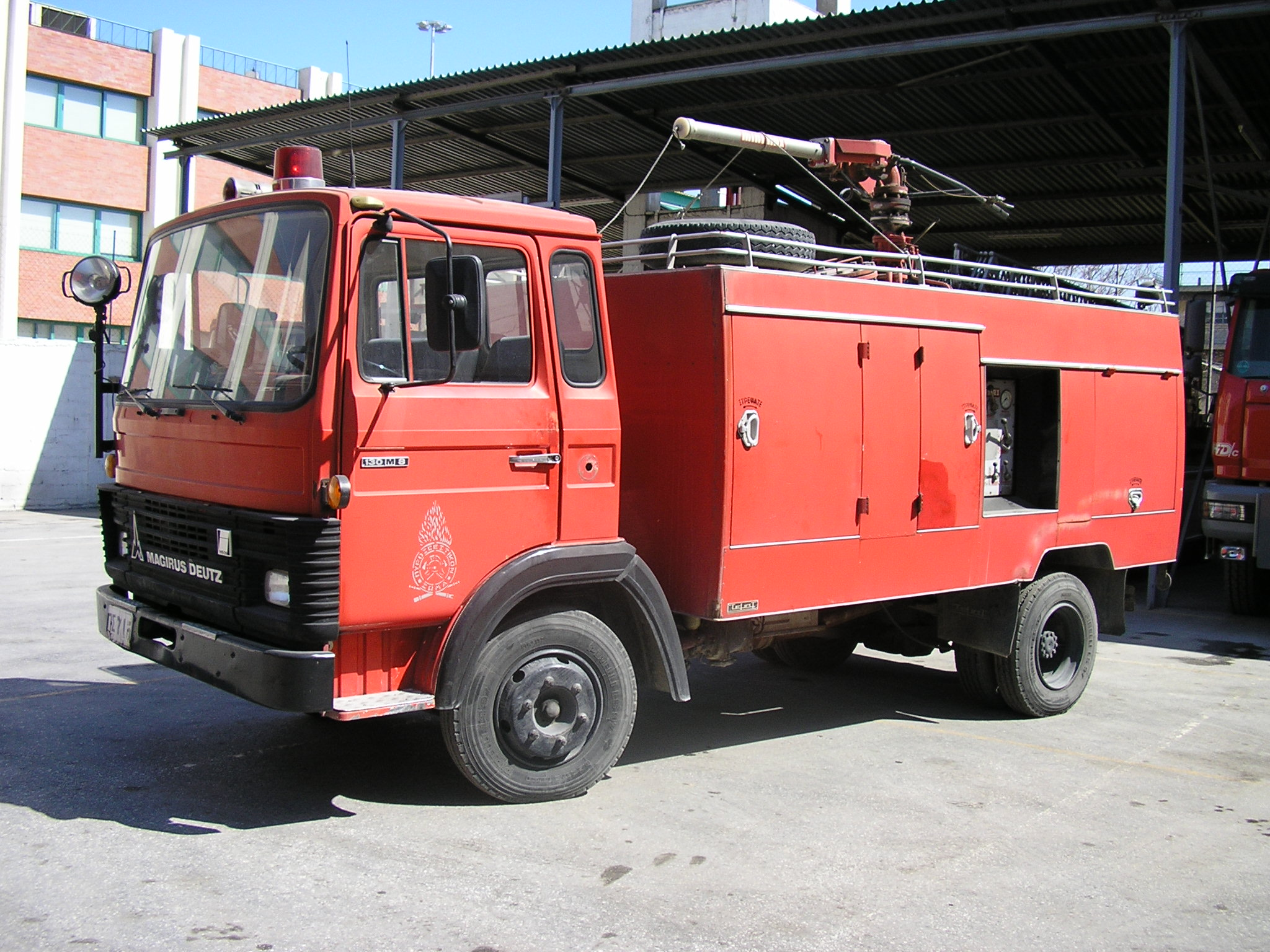
Vierer-Club-Fahrzeug von Magirus-Deutz
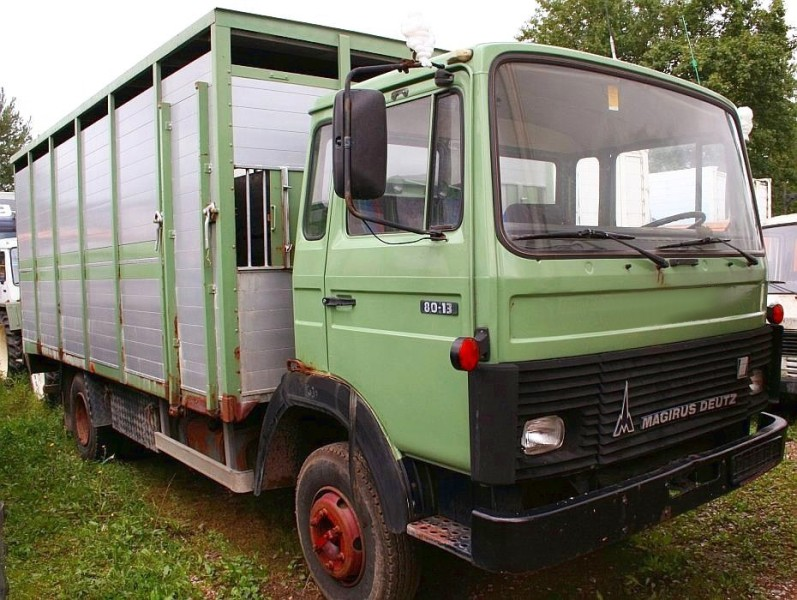
Vierer-Club-Fahrzeug von Magirus-Deutz nach Facelift
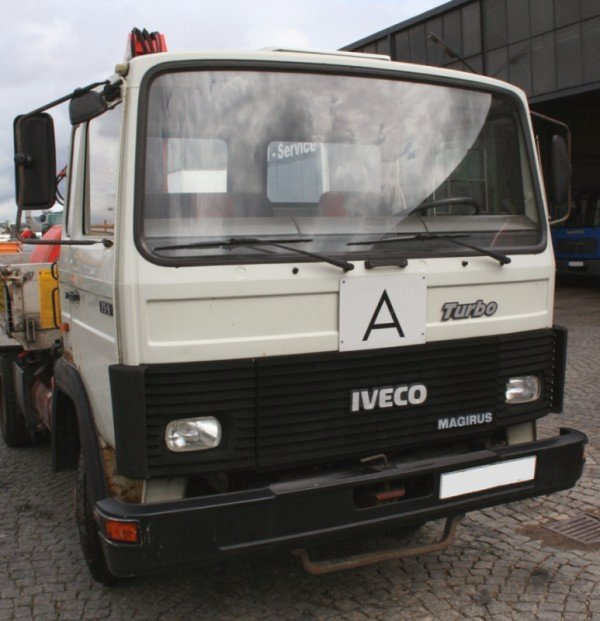
Vierer-Club-Fahrzeug mit IVECO-Magirus-Schriftzug
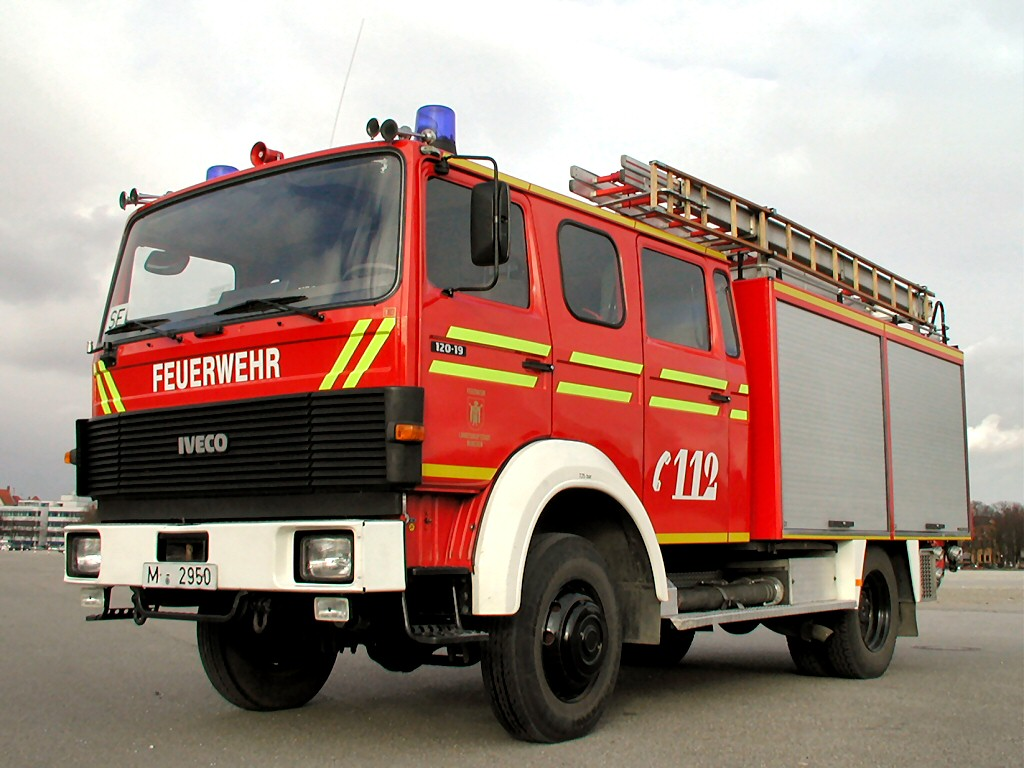
Vierer-Club-Fahrzeug mit IVECO-Schriftzug (Kabine für Feuerwehrzwecke verlängert)

Siehe auch Hauptartikel: Magirus-Deutz MK-Reihe
1980 wurden die Vierer-Club-Lkw von Magirus-Deutz einem Facelift unterzogen, bei dem der Kühlergrill eine feinere Rippung erhielt. Zwischen 1975 und 1983 wurde Magirus-Deutz schrittweise in die von Fiat neu gegründete Iveco eingegliedert. Auch der Schriftzug Magirus-Deutz auf den deutschen Vierer-Club-Fahrzeugen wurde daher im Laufe der Zeit zuerst durch den Schriftzug IVECO ergänzt und später ganz ersetzt. Produktionseinstellung der Vierer-Club-Modelle bei Iveco war 1992, Nachfolgemodell war der erste Iveco Eurocargo.

### Bei Saviem

#### Saviem, Berliet und Renault

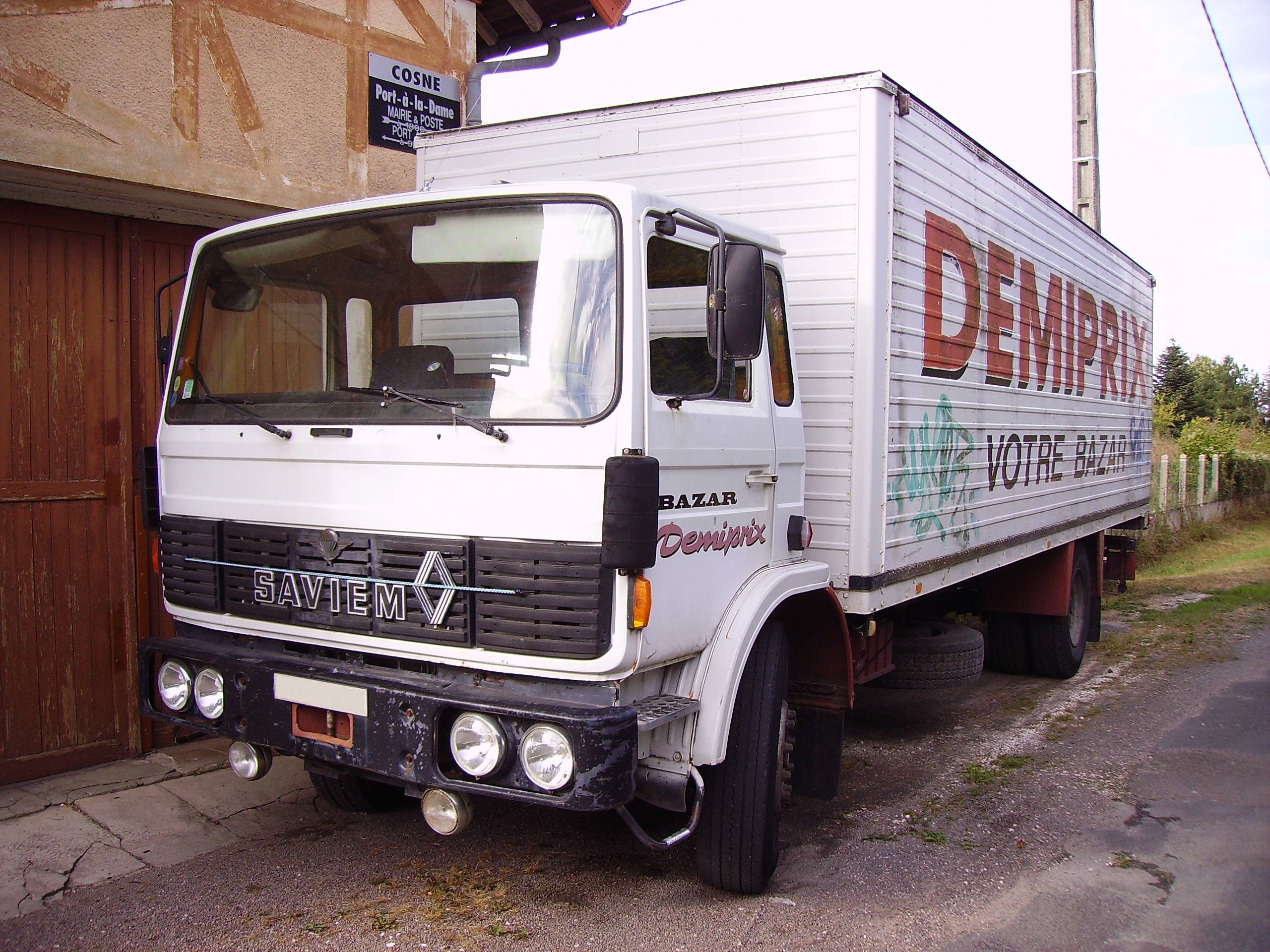
Vierer-Club-Fahrzeug von Saviem
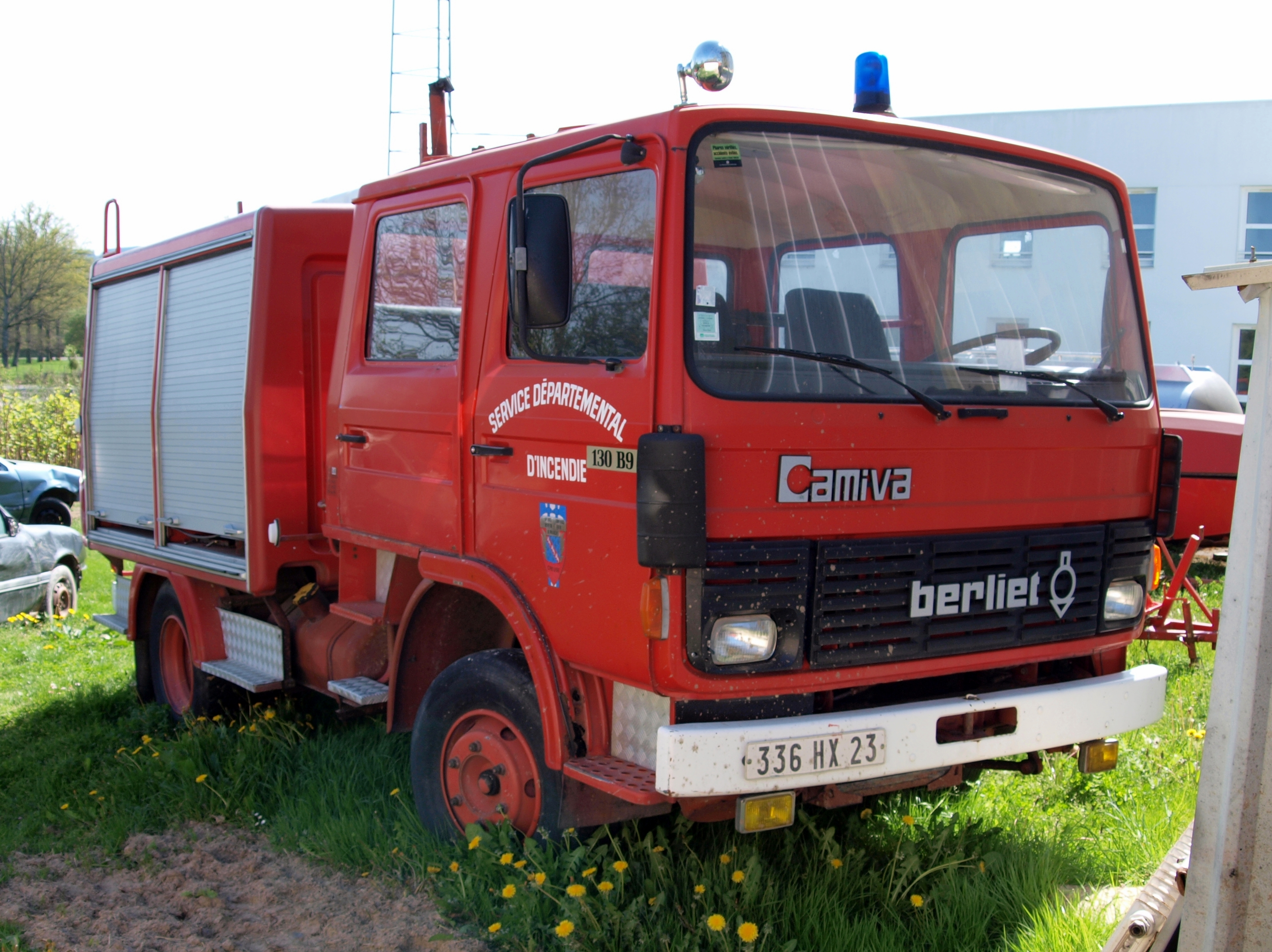
Feuerwehrfahrzeug von Berliet
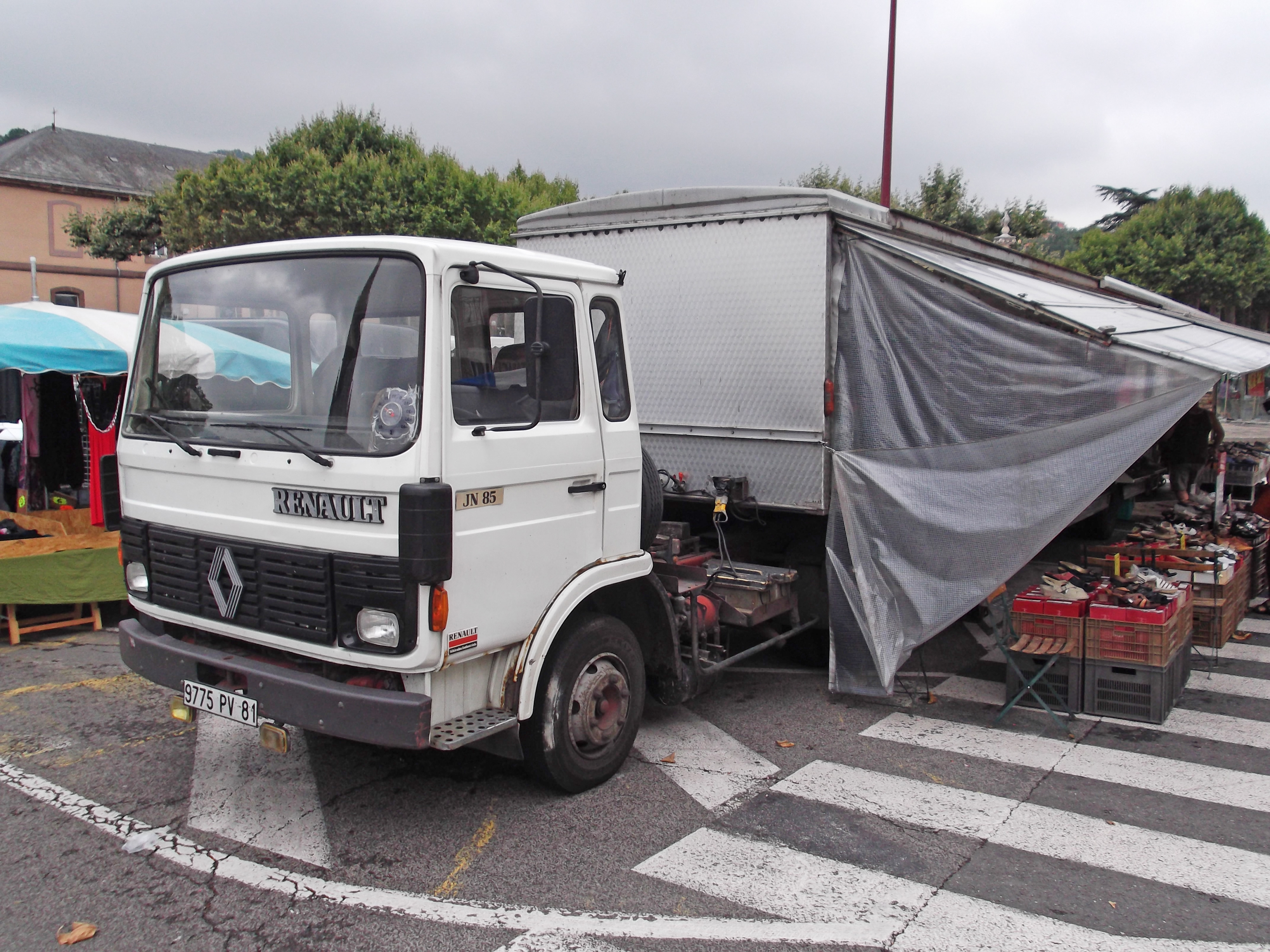
Vierer-Club-Fahrzeug von Renault (Typ JN 85)
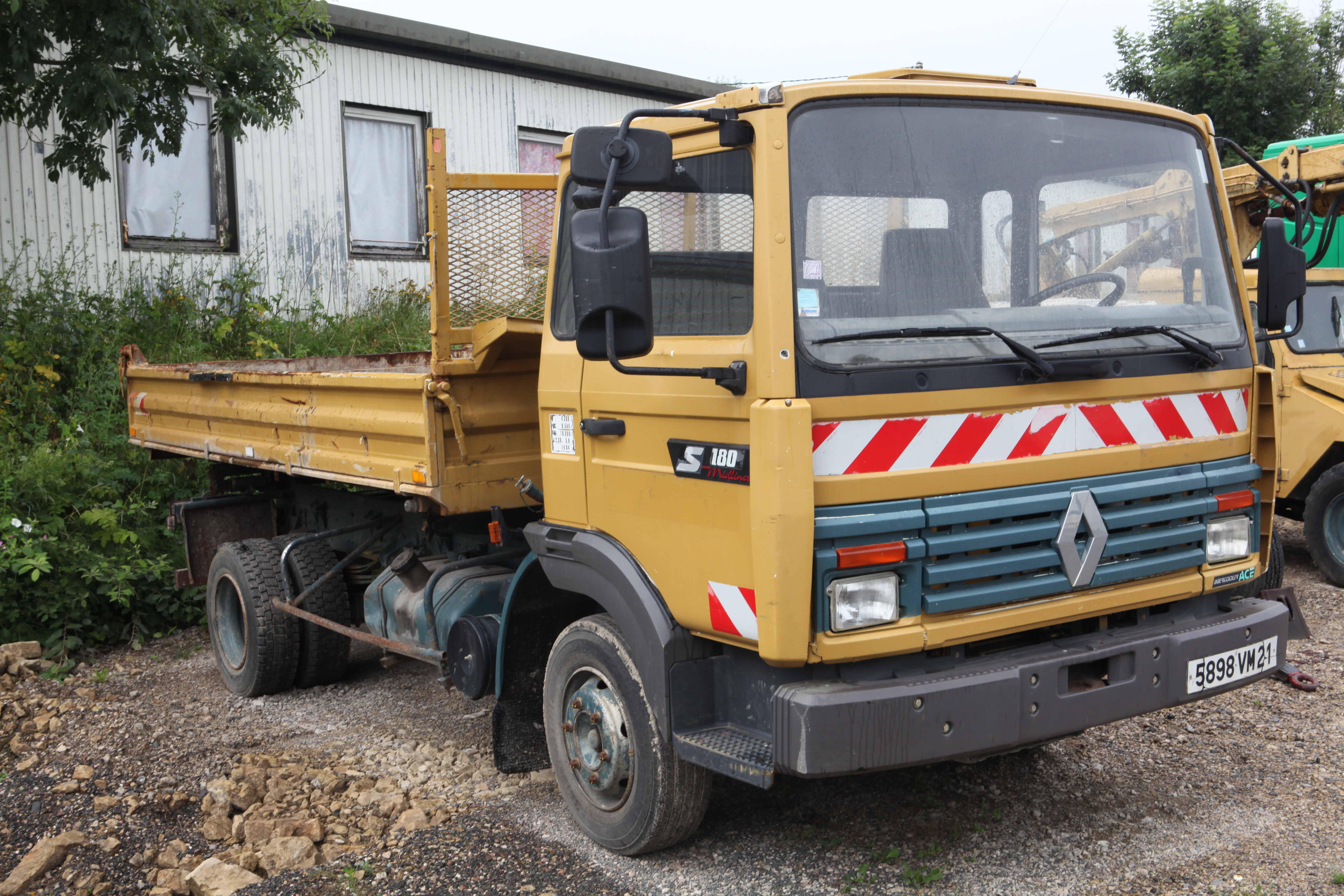
Vierer-Club-Fahrzeug von Renault nach einem ersten großen Facelift
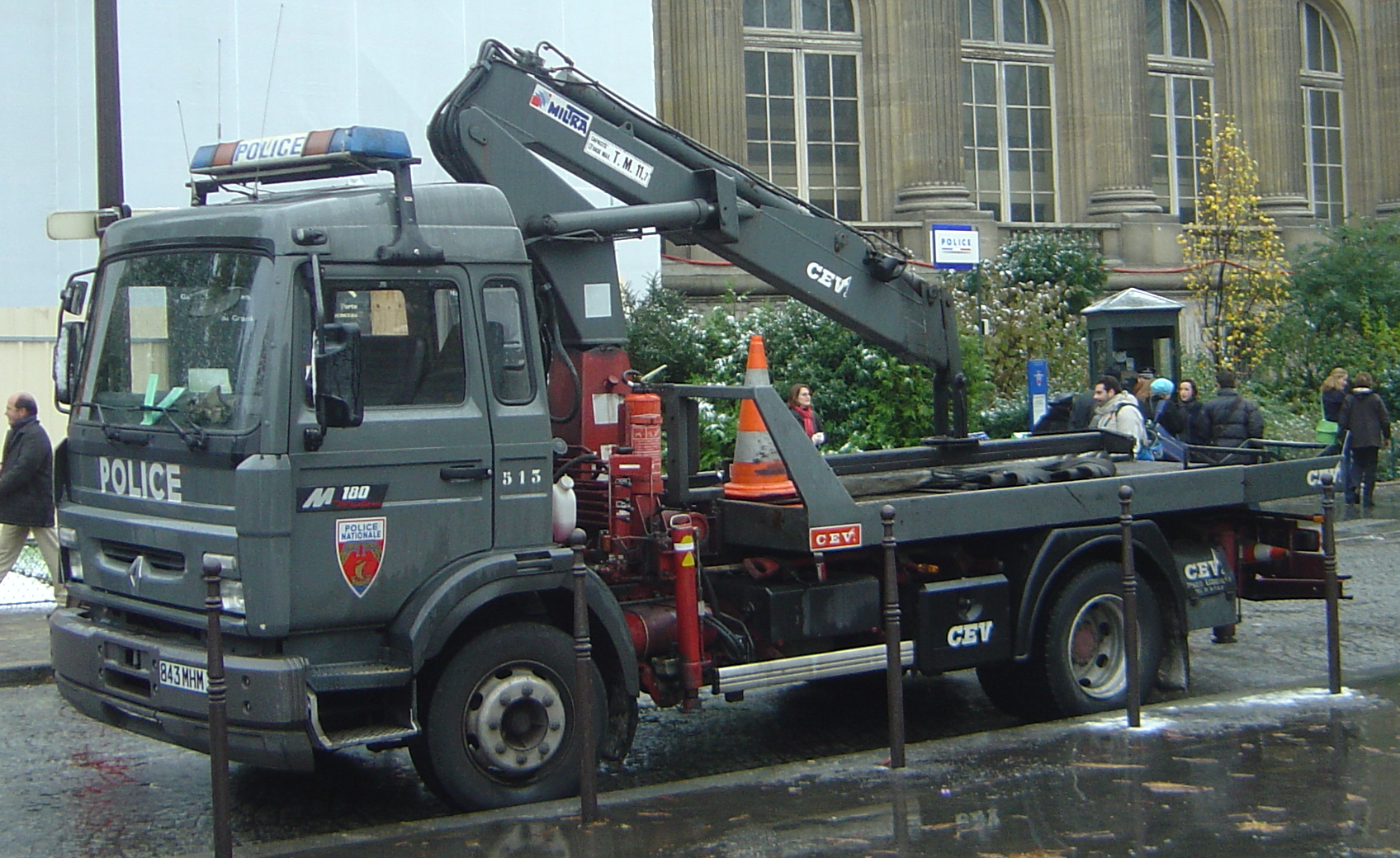
Vierer-Club-Fahrzeug von Renault in der letzten Modellversion (Typ Midliner M180)

Nachdem Renault, der Mutterkonzern von Saviem, auch die weitere französische Lkw-Marke Berliet übernommen hatte, wurden diese Unternehmen zur Renault Véhicules Industriels (kurz: RVI) verschmolzen. Danach gab es die Vierer-Club-Lkw auch unter der Marke Berliet. Ab 1980 ersetzte dann der Name Renault die beiden französischen Marken Saviem und Berliet, die jeweils verschwanden. Berliet und Saviem bzw. später Renault produzierten auch Lkw mit einer vergrößerten Version der Vierer-Club-Kabine für den Fernverkehr (sog. G-Reihe). Außerdem gab es bei Renault auch Haubenfahrzeuge, deren Kabine von der Vierer-Club-Kabine abgeleitet war. Produktionsende bei Renault war nach mehreren optischen und technischen Überarbeitungen erst im Jahr 2000; Nachfolger wurde der neu entwickelte Renault Midlum. Für Militärfahrzeuge der Sherpa-Baureihe, zum Beispiel den Renault Sherpa 5, nutzt Renault sogar heute noch (Stand: 2014) eine als Hauber gestaltete Variante der Vierer-Club-Kabinen. Für das Militär gab es auch eine offene Version des Vierer-Club-Fahrerhauses mit abklappbarer Windschutzscheibe.

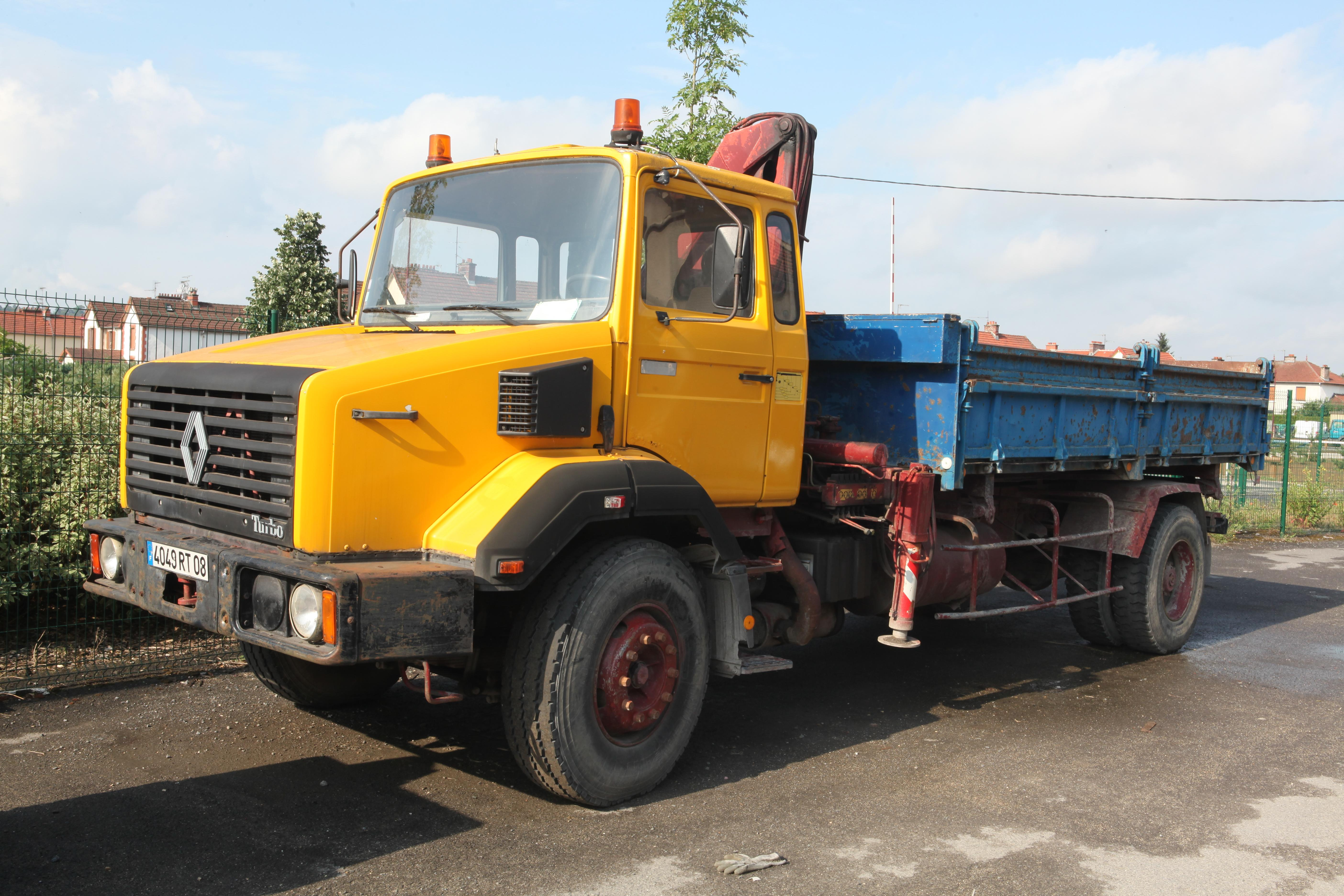
Renault-Hauber mit geschlossener Vierer-Club-Kabine
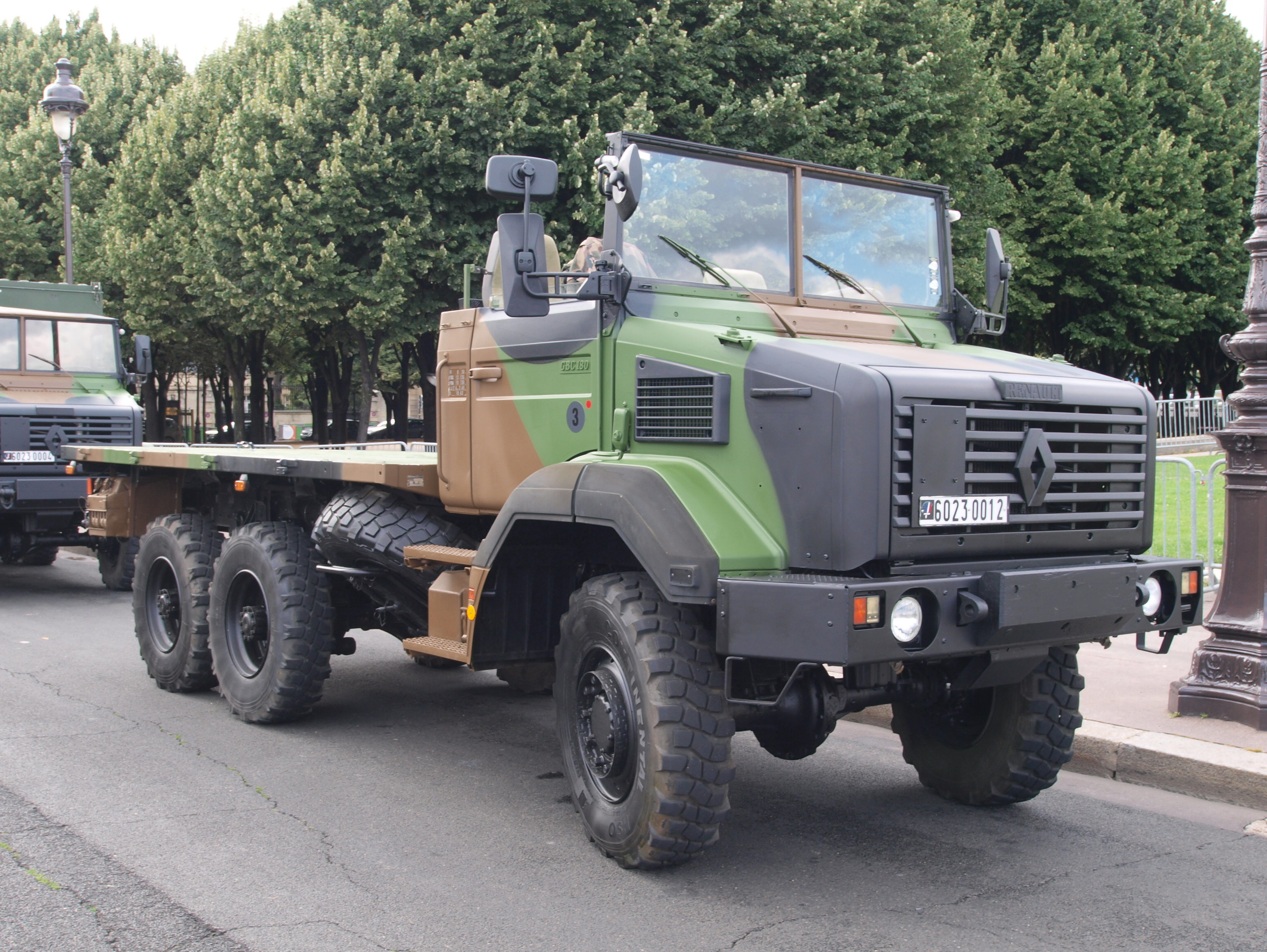
Renault-Hauber mit offener Vierer-Club-Kabine

#### Mack

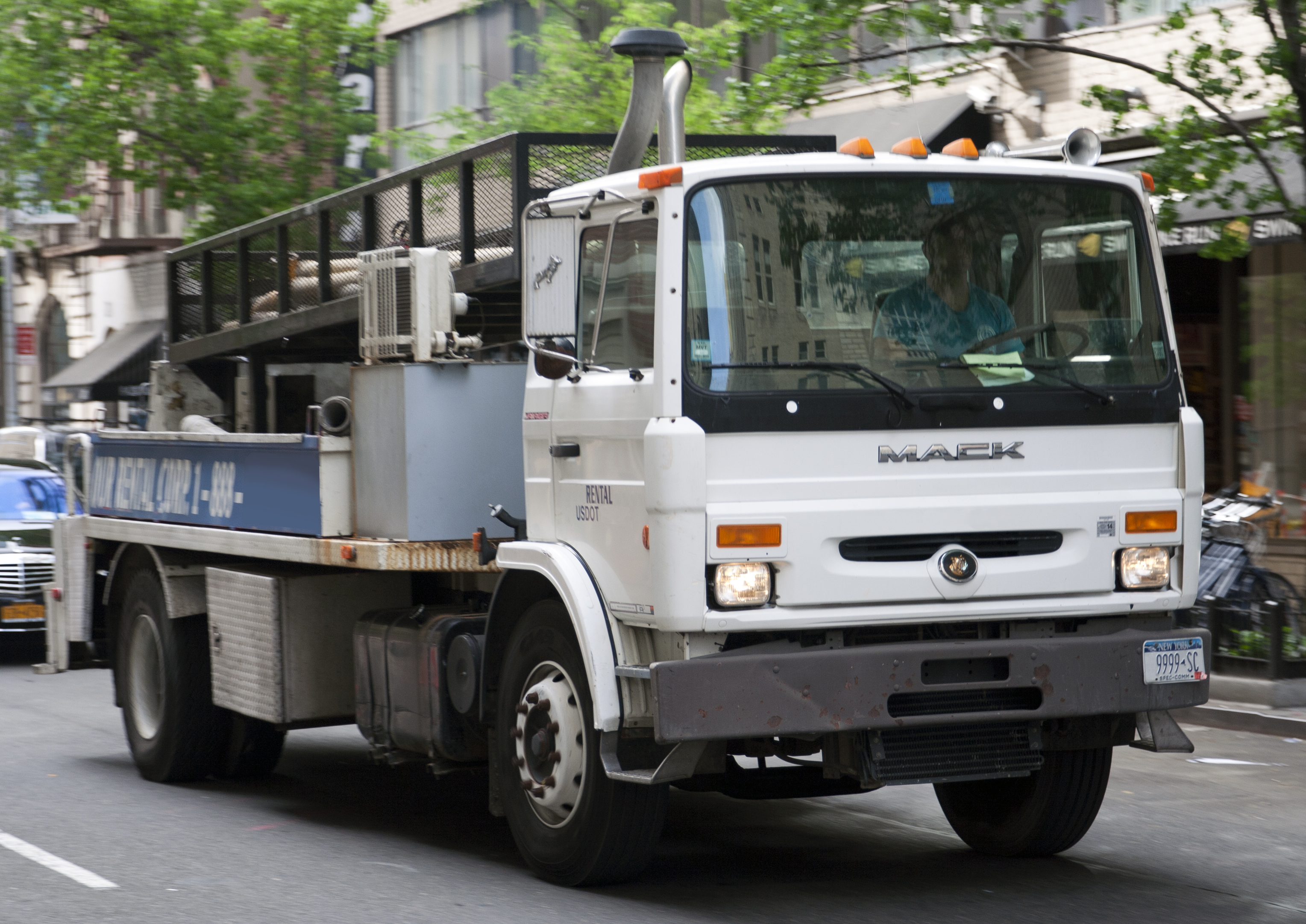
Mack Midliner Frontlenker
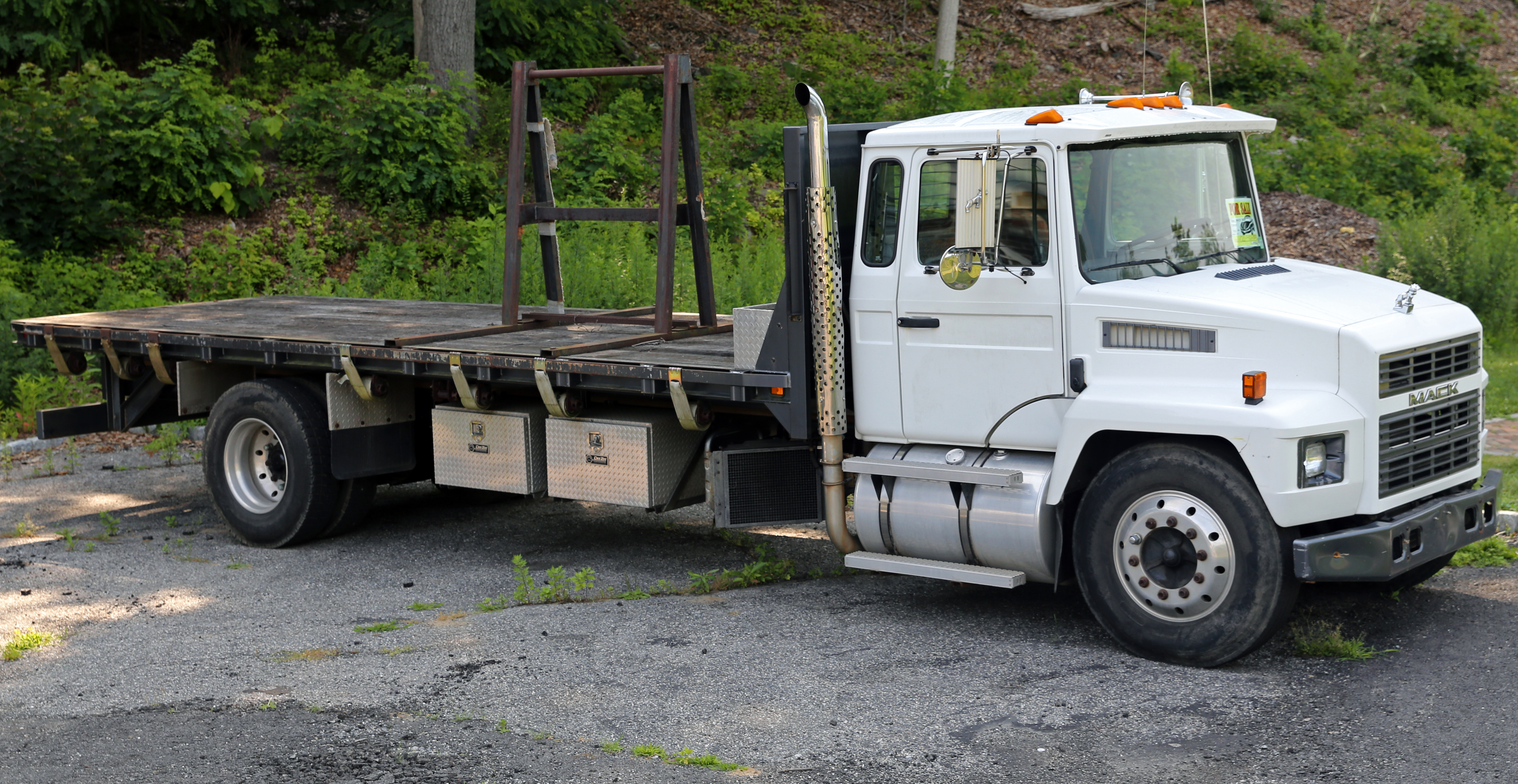
Mack Midliner Hauber

Auf dem nordamerikanischen Markt wurden Lastwagen aus Renault-Produktion mit dem Vierer-Club-Fahrerhaus ab 1979 von der US-Marke Mack Trucks als Typ Mid-Liner angeboten und zwar sowohl als Frontlenker (Mid-Liner MS) wie auch als Haubenwagen (Mid-Liner CS). Der Renault-Konzern war ab 1979 am Hersteller Mack Trucks beteiligt, der 1990 eine vollständige Tochter von RVI wurde. Der im Laufe seiner Produktionszeit ebenfalls technisch und optisch überarbeitete, aber bis zum Schluss als Abkömmling der Vierer-Club-Fahrzeuge erkennbare Mid-Liner wurde erst 2001 durch den vom Renault Midlum abgeleiteten Mack Freedom ersetzt.

### Bei Volvo

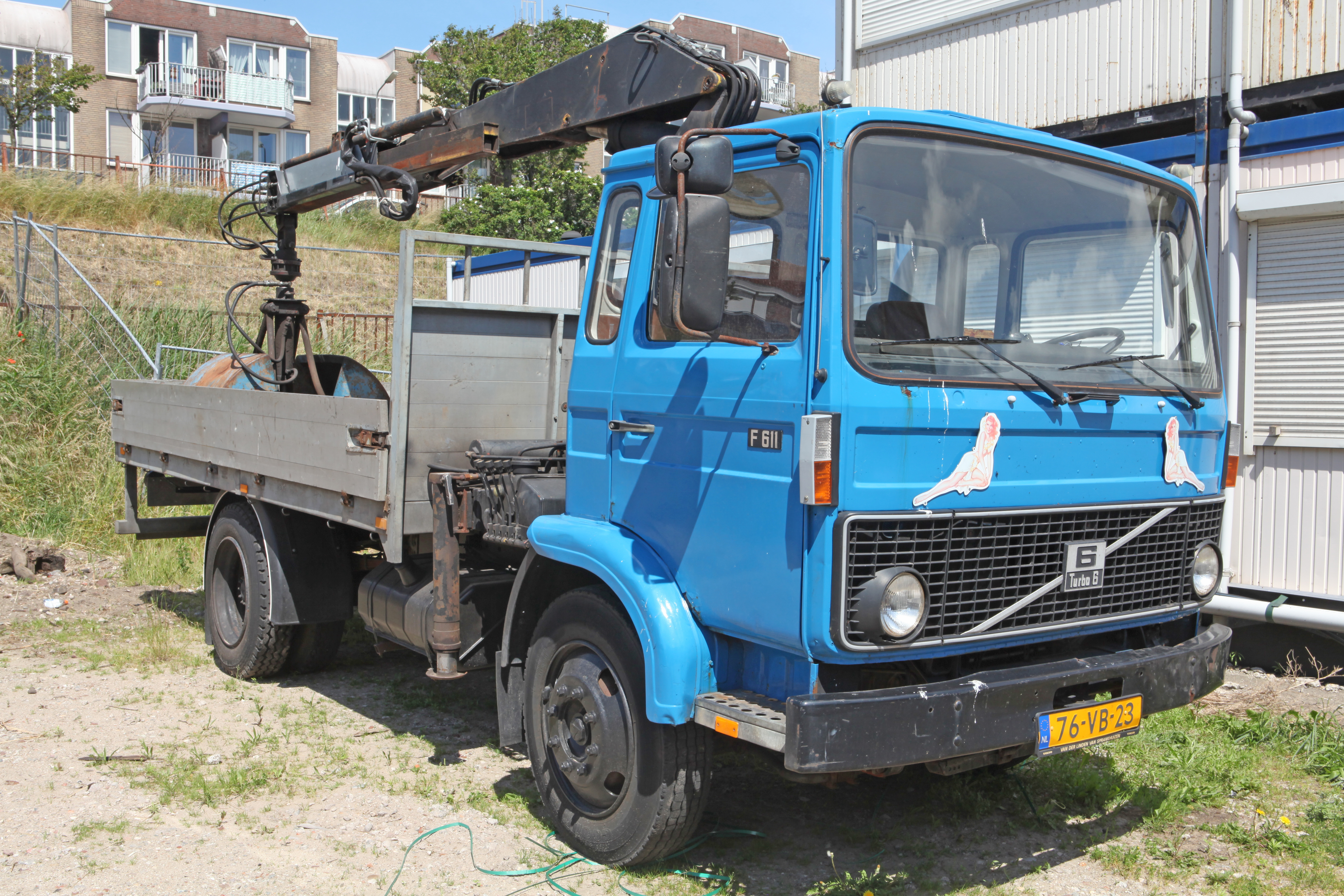
Vierer-Club-Fahrzeug von Volvo; Typ F6
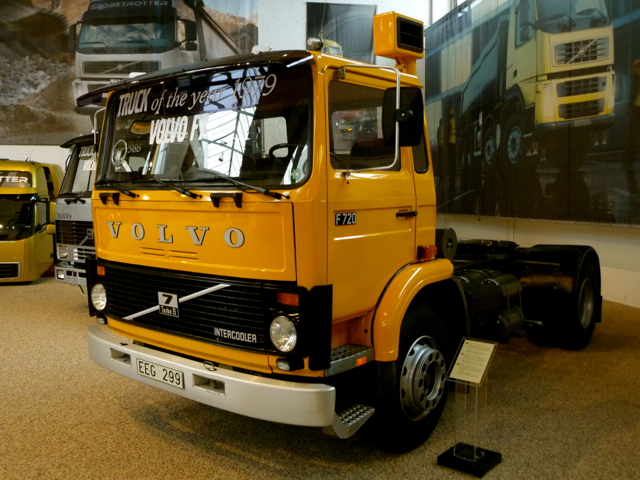
Vierer-Club-Fahrzeug von Volvo; Typ F7
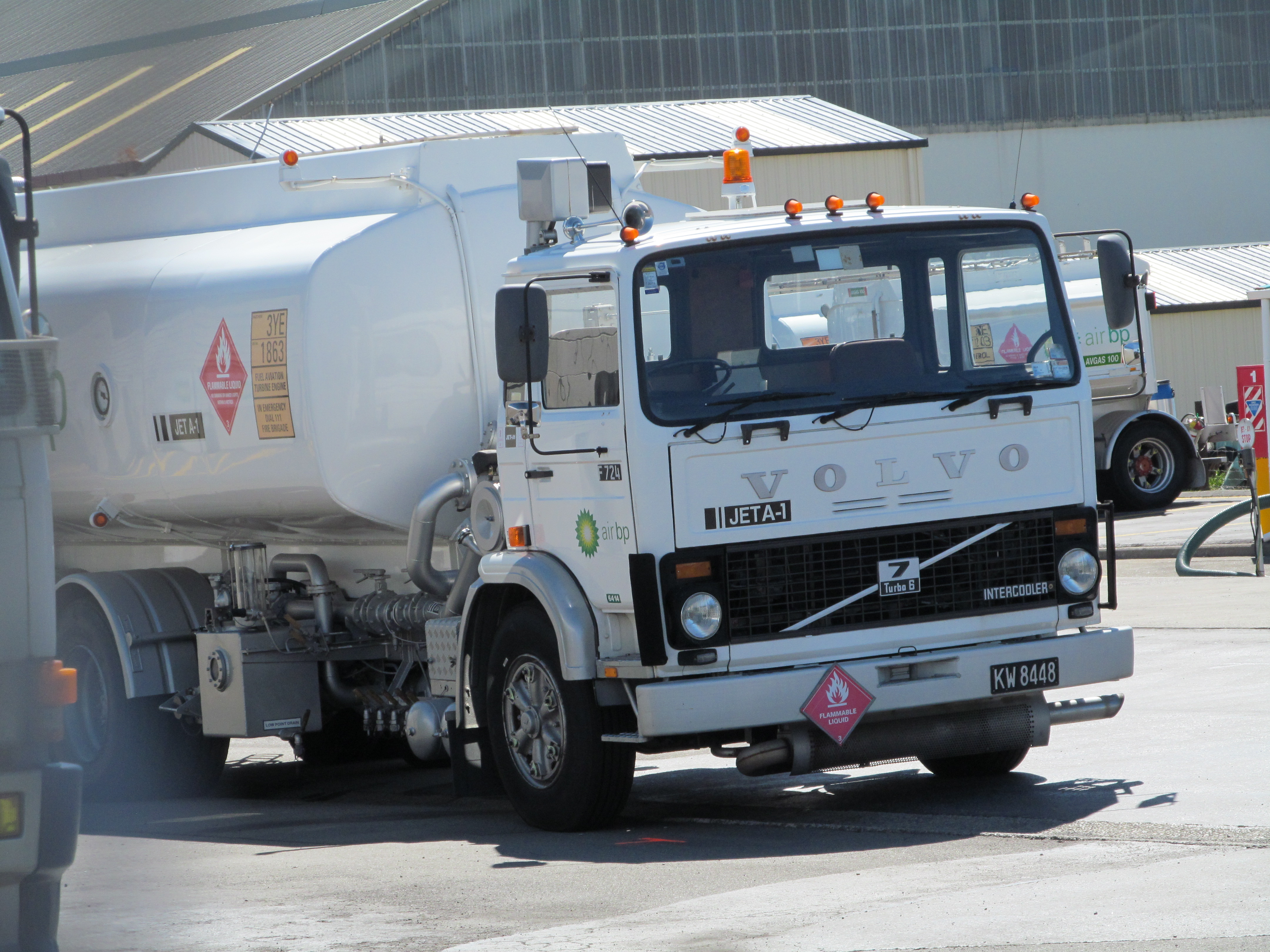
Volvo F 7
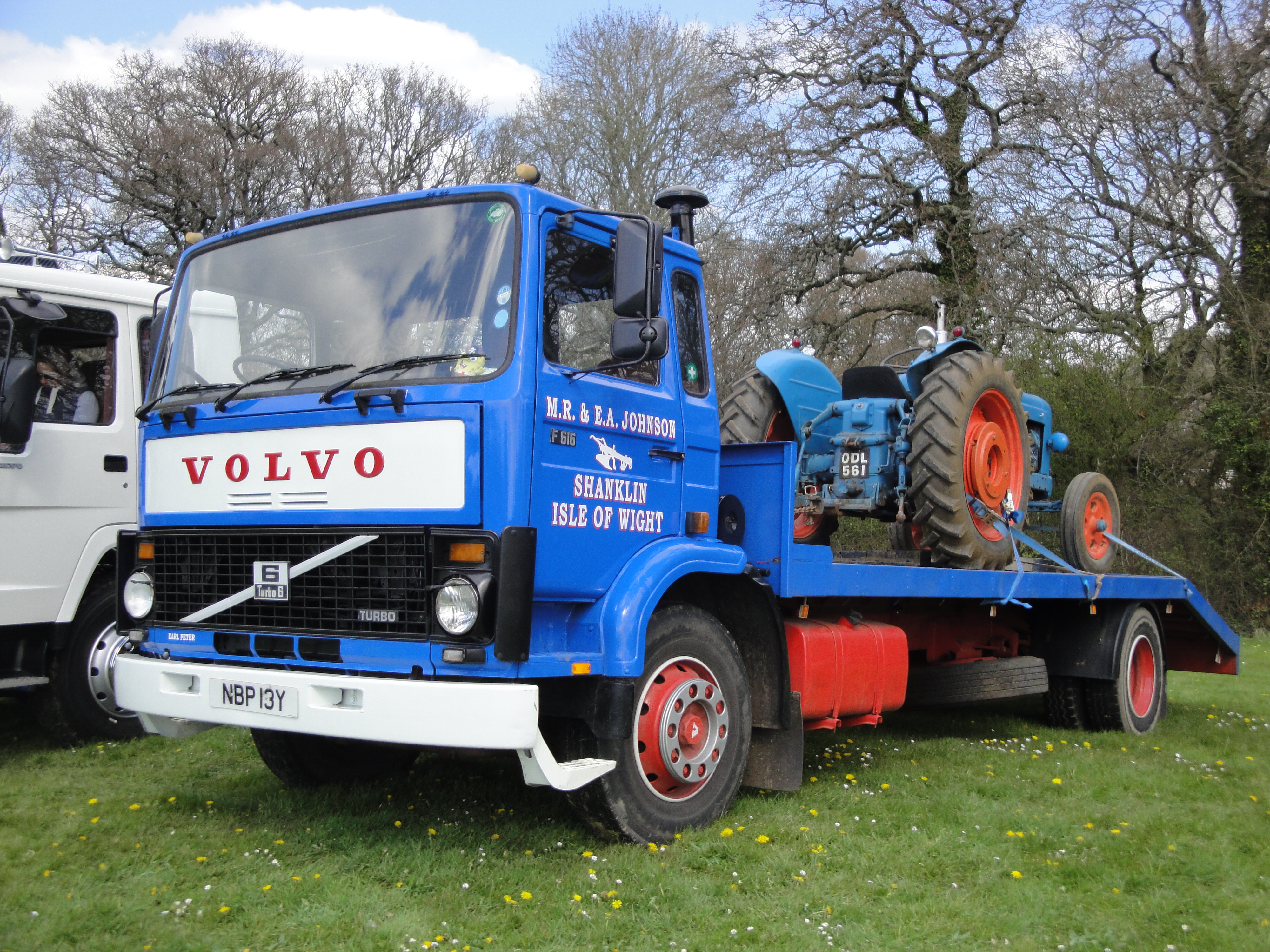
Vierer-Club-Fahrzeug von Volvo; Typ F6

Volvo verwendete die Vierer-Club-Kabine für seine Modelle F4 und F6. Daneben nahm auch Volvo Typen mit der vergrößerten Version der Vierer-Club-Kabine in sein Angebot auf (Modelle F7 und F6S). 1979 wurde der auf der Vierer-Club-Konstruktion basierende Volvo F7 zum Truck of the Year gewählt. Aufgrund schwedischer Bestimmungen für die Lkw-Crashsicherheit verwendete Volvo für seine Modelle besonders verstärkte Vierer-Club-Kabinen. 1985 ersetzte Volvo das Vierer-Club-Fahrerhaus der F7-Baureihe durch ein Nachfolgemodell. Die stark modifizierte Vierer-Club-Kabine des FL 6 und FL 4 bzw. dessen Nachfolger FL C wurde bei Volvo bis zur Einführung der neuen FL/FE-Baureihe im Jahr 2006 weitergebaut.
Da RVI im Jahre 2000 von Volvo übernommen wurde, kamen auch die zu RVI gehörende US-Marke Mack Trucks und die Abteilung für Renault Militärfahrzeuge zu Volvo. Infolgedessen wurden mit dem Mack Mid-Liner bzw. werden mit der Sherpa-Militärbaureihe weiterhin Vierer-Club-Fahrzeuge vom Volvo-Konzern hergestellt.

## Sonderfahrzeuge anderer Hersteller

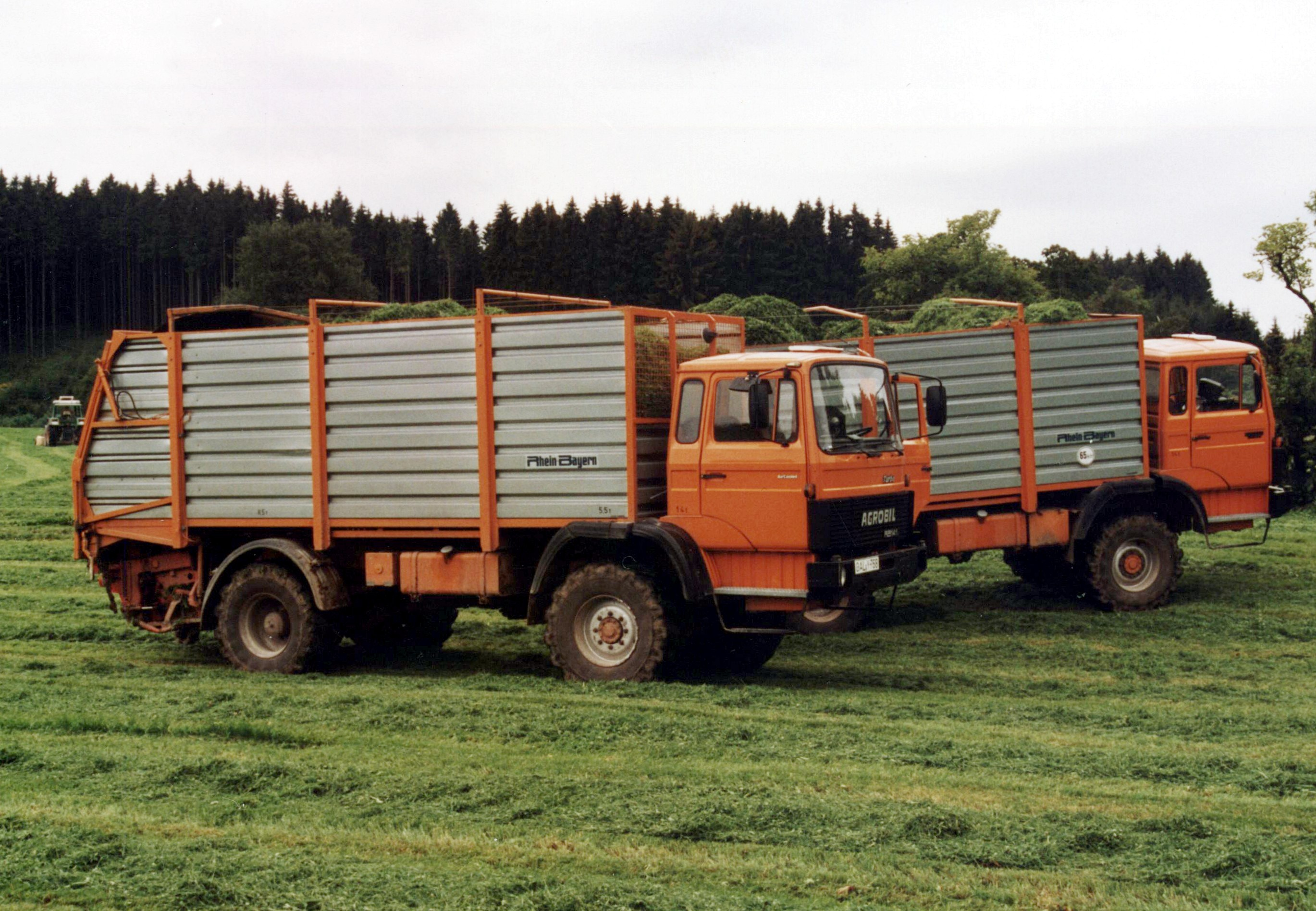
Rhein-Bayern Agrobil

Auch andere Unternehmen als die bisher genannten nutzten die Vierer-Club-Konstruktion und Kabine (beispielsweise für Spezialfahrzeuge). Darunter waren unter anderem das italienische Unternehmen MAN-Meccanica, das einen vom Vierer-Club-Fahrzeug abgeleiteten Allrad-Lkw anbot, der optisch stark an den Midliner von Renault erinnerte, der Schwerlast-Zugmaschinen-Anbieter Terberg, der Vierer-Club-Fahrzeuge von Volvo umbaute, und das deutsche Unternehmen Rhein-Bayern, das für sein Agrobil die Vierer-Club-Kabine von Magirus-Deutz bzw. IVECO verwendete.